# Hanna Honthy
Dans le nom hongrois Honthy Hanna, le nom de famille précède le prénom, mais cet article utilise l’ordre habituel en français Hanna Honthy, où le prénom précède le nom.

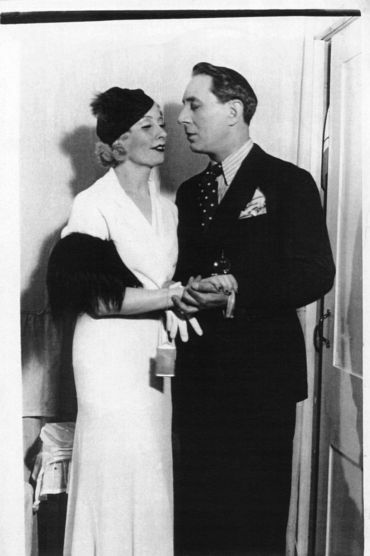
Hanna Honthy avec Jenő Törzs en 1933.

Hanna Honthy (née Hajnalka Hügel le 21 février 1893 à Budapest, Autriche-Hongrie et morte le 30 décembre 1978  à Budapest, République populaire de Hongrie) fut une chanteuse d'opéra et une actrice hongroise.

## Biographie
Hanna Honthy apparut sur de nombreuses scènes, dont le Vígszínház et le Király Színház.

## Filmographie partielle
- 1982 : Le Temps suspendu de Péter Gothár (ce film utilise des images d'archive montrant Hanna Honthy)[1]

## Honneur
L'astéroïde (233893) Honthyhanna est nommé en son honneur.

## Source de la traduction
- (en) Cet article est partiellement ou en totalité issu de l’article de Wikipédia en anglais intitulé « Hanna Honthy » (voir la liste des auteurs).